# Robert Van Eenaeme
Robert Van Eenaeme (Gand, 27 agosto 1916 – Marche-en-Famenne, 8 marzo 1959) è stato un ciclista su strada e pistard belga professionista tra il 1936 e il 1950.
Tra i suoi successi, tre vittorie alla Gand-Wevelgem, nel 1936, 1937 e nel 1945.

## Carriera
Buon passista e velocista, era amante delle lunghe fughe. Vinse diverse gare di un giorno, tutte in Belgio. Dopo il ritiro iniziò la carriera di allenatore di ciclismo su pista. Morì a soli 43 anni, per un improvviso attacco di cuore a Marche-en-Famenne.

## Palmarès
- 1936 (Securitas, una vittoria)

Gand-Wevelgem
- 1937 (Indipendente, una vittoria)

Gand-Wevelgem
- 1942 (Indipendente, una vittoria)

Kampioenschap van Vlaanderen
3ª tappa, 2ª semitappa Circuit de Belgique
Classifica generale Circuit de Belgique
- 1943 (Europ-Dunlop, una vittoria)

Trois villes sœurs
- 1945 (Indipendente, una vittoria)

Gand-Wevelgem

## Piazzamenti

### Classiche monumento
- Giro delle Fiandre

1939: 37º
1942: 3º
1945: 9º
- Parigi-Roubaix

1939: 36º